# Санта-Єлена (Гватемала)
16°55′02″ пн. ш. 89°53′56″ зх. д. / 16.917146° пн. ш. 89.899026° зх. д.
Санта-Елена (Санта-Елена-де-ла-Крус) розташована на березі озера Петен-Іца в департаменті Петен у Гватемалі. Місто з'єднане дамбою з містом-побратимом Флорес (столицею департаменту Петен), і ці два (разом із Сан-Беніто) часто називають просто Флорес. Це місце розташування Міжнародного аеропорту Мундо Майя, спорудженого недалеко від міста.
Санта-Елена-де-ла-Крус — місто, яке разом із містом Флорес становить столицю департаменту Петен. Виникли в результаті міської агломерації острова Флорес, що лежить на озері Петен-Іца, обидва міста з'єднані мостом через це озеро.
Санта-Елена-де-ла-Крус — одне з найважливіших міст Гватемали, оскільки воно є воротами до регіону майя в країні як по повітрю, так і по суші. Крім того, це найбільший економічний, політичний, культурний і демографічний центр Петена, і разом з населенням Сан-Беніто і Флорес вони утворюють міську агломерацію з понад 90 000 жителів. Тут є лікарні, торгові центри, готелі, банки, університети, автовокзали, серед іншого, а також аеропорт; Це також центральна точка сполучення доріг, які з'єднують увесь департамент з рештою країни.